# Thaicom 1
O Thaicom 1 (também conhecido por Thaicom 1A) foi um satélite de comunicação geoestacionário tailandês da série Thaicom construído pela Hughes, ele esteve localizado na posição orbital de 120 graus de longitude leste e era operado pela Thaicom. O satélite foi baseado na plataforma HS-376L e sua expectativa de vida útil era de 13,5 anos, mas atingiu 16 anos. O mesmo saiu de serviço em janeiro de 2010 e foi transferido para uma órbita cemitério.

## Lançamento
O satélite foi lançado com sucesso ao espaço no dia 18 de dezembro de 1993, por meio de um veículo Ariane-44L H10+, lançado a partir do Centro Espacial de Kourou, na Guiana Francesa, juntamente com o satélite DirecTV-1. Ele tinha uma massa de lançamento de 1.080 kg.

## Capacidade
O Thaicom 1 era equipado com 10 (mais 2 de reserva) transponders em banda C e um (mais um de reserva) em banda Ku.